# 황민우
황민우(2005년 5월 17일 ~ )는 대한민국의 가수이다. "리틀 싸이"로 잘 알려져 있다.

## 생애
황민우는 2005년 5월 17일 광주에서 한국인 아버지와 베트남인 어머니 사이에서 태어났다. 2010년 SBS 프로그램 놀라운 대회 스타킹에 출연하였고, 같은 해 코리아 갓 탤런트 광주 지역 예선에서 합격하였다. 2012년 싸이의 노래 "강남스타일" 뮤직비디오에 출연하여 인지도를 높였으며, 2013년 3월 13일 첫 싱글 "Show + Time"을 발매하였다.

## 학력
- 고산초등학교 (졸업)
- 운천중학교 (졸업)
- 서울공연예술고등학교 실용음악과 (졸업)

## 방송
- 보이스트롯
- 미스터트롯2 - 새로운 전설의 시작

## 음반
- 2013년 Show + Time (쇼타임)
- 2014년 아리아리랑
- 2016년 오키도키